# Пілар Реєс
Хосе Пілар Реєс (ісп. José Pilar Reyes, нар. 12 жовтня 1955, Агуаскальєнтес) — мексиканський футболіст, що грав на позиції воротаря, зокрема за клуб «УАНЛ Тигрес», а також за національну збірну Мексики.

## Клубна кар'єра
У дорослому футболі дебютував 1974 року виступами за команду «Сан-Луїс», у якій провів три сезони. 
1977 року перейшов до лав «УАНЛ Тигрес», у якому відразу став основним голкіпером і вже за результатами першого сезону допоміг команді здобути титул чемпіона Мексики. Загалом провів за «тигрів» шість сезонів, 1982 року удруге став у їх складі чемпіоном країни.
Згодом з 1983 по 1986 рік грав за команд «Тампіко Мадеро», після чого ще на сезон повертався до «УАНЛ Тигрес».
Завершував ігрову кар'єру у команді «Монтеррей», за яку виступав протягом 1987—1988 років.

## Виступи за збірну
1977 року дебютував в офіційних матчах у складі національної збірної Мексики. Наступного року був учасником чемпіонату світу 1978 в Аргентині. Починав як основний голкіпер мексиканців на турнірі. У першому матчі групового етапу пропустив три голи від тунісців (поразка 1:3), а в другій грі проти збірної ФРН пропустив три голи вже до 39-ї хвилини матчу, після чого був замінений на Педро Сото, який, утім, також встиг тричі пропусти до завершення зустрічі (поразка 0:6).
Загалом протягом кар'єри у національній команді, яка тривала 5 років, провів у її формі 20 матчів.

## Досягнення
- Чемпіон Мексики (2):

«УАНЛ Тигрес»: 1977/78, 1981/82
- Переможець Чемпіонату націй КОНКАКАФ: 1977